# Конецпольский, Ян Ташка
Ян Ташка Конецпольский (? — 26 марта 1455) — государственный и военный деятель Польского королевства, канцлер великий коронный (1434—1454), староста лелювский, серадзский и добжыньский.

## Биография
Представитель польского шляхетского рода Конецпольских герба «Побог». Старший сын воеводы серадзского и старосты куявского Якуба из Конецполя (ум. 1430) и Констанции, воспитательницы королевских сыновей.
Близкий соратник и протеже епископа краковского Збигнева Олесницкого, которому во многом был обязан своей политической карьерой. В 1427 году Ян Конецпольский был одним из рыцарей, которые обвинялись в интимной связи с польской королевой Софией Гольшанской, четвертой женой Владислава Ягелло. София Гольшанская вынуждена была давать клятву суде перед королевскими сановниками в своей верности законному мужу.
В 1431 году Ян Ташка Конецпольский участвовал в войне за Луцк с великим князем литовским Свидригайло. В 1434 году получил должность канцлера великого коронного и хранителя королевства. Будучи канцлером, неоднократно возглавлял польские дипломатические миссии в Германии, Чехии и Венгрии. В 1434 году участвовал в посольстве к императору Священной Римской империи Сигизмуну Люксембургскому, предлагая ему выдать свою внучку Анну замуж за малолетнего польского короля Владислава III. В 1439 году едва не был убит в результате покушения Спытко III из Мельштына, предводителя польских гуситов. В том же году Ян Ташка Конецпольский выехал в Буду, предлагал заключить польско-венгерскую унию и добивался венгерской короны для Владислава III. Когда Владислав был избран королём Венгрии, Ян Ташка Конецпольский оставался при нем вместе с королевской канцелярией. В 1444 году участвовал в экспедиции Владислава Варненьчика в османские владения и, вероятно, участвовал в битве под Варной.
После гибели Владислава III Ян Ташка Конецпольский выступал за передачу польского престола великому князю литовскому Казимиру Ягеллончику. Неоднократно ездил с посольствами в ВКЛ. 15 октября 1447 года подписал мирный договор с Вроцлавом и силезскими городами на 10 лет. 20 августа 1448 года от имени короля принимал в Каменце-Подольском ленную присягу от молдавского господаря Петра II Мушата. В 1453 году договорился во Вроцлаве о выгодном браке польского короля Казимира Ягеллончика с Эльжбетой Австрийской. Был активным сторонником принятия Прусского союза под опеку Польского королевства. Вел переговоры с антиорденской оппозицией и готовил восстание в Пруссии. 28 мая 1454 года в Торуни от имени короля принимал от прусских городов присягу на верность.
Ян Ташка Конецпольский обвинялся польским историком Яном Длугошем в поражении польской армии в битве под Хойницами (1454), а также в присвоении своих сыновьям важных должностей.
26 марта 1455 года Ян Ташка Конецпольский скончался.

## Семья
Был женат на Дороте Сененской (ум. после 1493), дочери воеводы сандомирского Добеслава Олесницкого (ум. 1440), родственнице Збигнева Олесницкого и воспитательнице дочерей Казимира Ягеллончика. Их дети:
- Пшедбор Конецпольский (ум. 1475), дворянин королевский, староста серадзский
- Ян Конецпольский (ум. 1471), староста серадзский
- Якуб Конецпольский (ум. 1481), староста серадзский, каноник краковский (1454) и гнезненский (1458).